# Henry Pickering Walcott

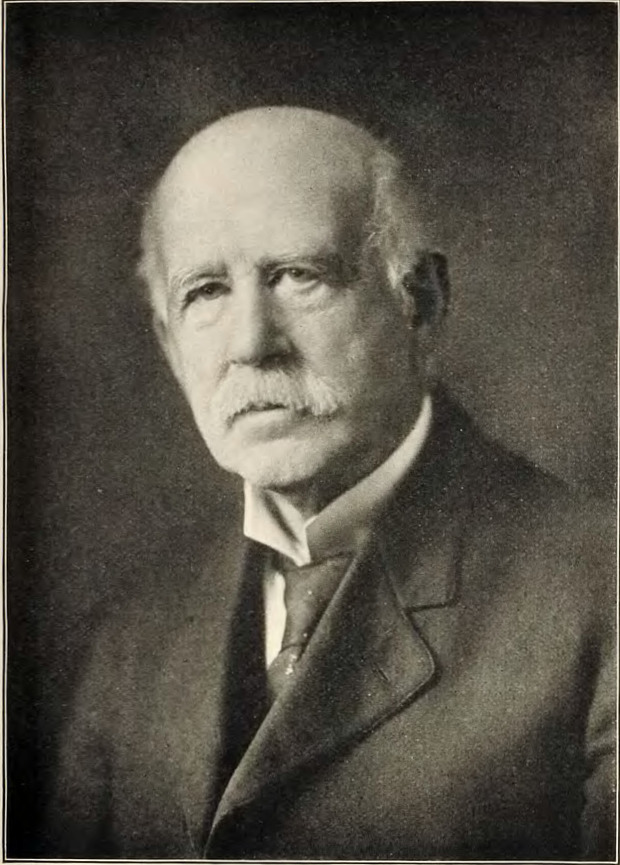
Henry Pickering Walcott (1917)

Henry Pickering Walcott (* 23. Dezember 1838 in Hopkinton, Massachusetts; † 11. November 1932) war ein US-amerikanischer Arzt und hoher Funktionär im Gesundheitswesen von Massachusetts.

## Leben
Walcott war der Sohn eines angesehenen Anwaltes und besuchte die Salem Latin School und das Harvard College (Abschluss 1858). 1861 erwarb er am Bowdoin College einen medizinischen Abschluss (M.D.) und studierte anschließend in Berlin und Wien. Seit 1862 praktizierte er in Cambridge, Massachusetts. Seit 1865 war er mit Charlotte Elizabeth verheiratet, das Paar hatte zwei Söhne. Ab 1881 gehörte Henry Pickering Walcott zum Gesundheitsamt des Staates (state board of helath), ab 1886 war er dessen Leiter. 1900/1901 und 1905 war er geschäftsführender Präsident der Harvard University.
Walcott machte sich um die Wasserversorgung und die Kanalisation von Boston sowie allgemein das Gesundheitswesen von Massachusetts verdient, insbesondere um die dortige Ausrottung der Malaria.
Walcott war 1896 Präsident der American Public Health Association (APHA), 1904 der Massachusetts Horticultural Society. 1889 wurde er in die American Academy of Arts and Sciences gewählt, deren Präsident er von 1915 bis 1917 war. 1907 erhielt er einen Ehrendoktor der Yale University, 1927 der Harvard University.